# 天监
天监（502年四月—519年十二月）是梁武帝萧衍的第一个年号。南朝梁使用这个年号共17年餘。
中兴二年，齐和帝蕭寶融禅位于萧衍，梁建国，改元。

## 纪年
| 天监 | 元年   | 二年   | 三年   | 四年   | 五年   | 六年   | 七年   | 八年   | 九年  | 十年  |
| ---- | ------ | ------ | ------ | ------ | ------ | ------ | ------ | ------ | ----- | ----- |
| 公元 | 502年  | 503年  | 504年  | 505年  | 506年  | 507年  | 508年  | 509年  | 510年 | 511年 |
| 干支 | 壬午   | 癸未   | 甲申   | 乙酉   | 丙戌   | 丁亥   | 戊子   | 己丑   | 庚寅  | 辛卯  |
| 天监 | 十一年 | 十二年 | 十三年 | 十四年 | 十五年 | 十六年 | 十七年 | 十八年 |       |       |
| 公元 | 512年  | 513年  | 514年  | 515年  | 516年  | 517年  | 518年  | 519年  |       |       |
| 干支 | 壬辰   | 癸巳   | 甲午   | 乙未   | 丙申   | 丁酉   | 戊戌   | 己亥   |       |       |

## 大事记
- 天监二年——甪直建镇。
- 天监四年——北魏将军陈伯之降梁。
- 天监四年——丽水通济堰建成。

## 出生
- 天监二年——陈霸先，陈朝的第一位皇帝
- 天监二年——萧纲，梁朝的第二位皇帝

## 逝世
- 天监元年——蕭寶融，南朝齐最后一位皇帝
- 天监元年——苏小小（大约逝世于天监元年），生活在钱塘的著名歌妓。
- 天监四年——江淹，南朝大臣
- 天监十二年——沈約，南朝大臣

## 参看
- 中国年号索引
- 同期存在的其他政权年号
  - 景明（500年正月-504年正月）：北魏政权北魏宣武帝元恪年号
  - 正始（504年正月—508年八月）：北魏政权北魏宣武帝元恪年号
  - 建明（506年正月-七月）：北魏時期呂苟兒、王法智年号
  - 聖明（506年正月-七月）：北魏時期陳瞻年号
  - 永平（508年八月—512年四月）：北魏政权北魏宣武帝元恪年号
  - 延昌（512年四月—515年十二月）：北魏政权北魏宣武帝元恪年号
  - 熙平（516年正月—518年二月）：北魏政权北魏孝明帝元詡年号
  - 神龜（518年二月—520年七月）：北魏政权北魏孝明帝元詡年号
  - 建平（508年八月—九月）：北魏京兆王元愉年号
  - 太安（492年-505年）：柔然政权候其伏代库者可汗那盖年号
  - 始平（506年-507年）：柔然政权佗汗可汗伏图年号
  - 建昌（508年-520年）：柔然政权豆罗伏跋豆伐可汗丑奴年号
  - 承平：高昌政权麴嘉年号
  - 義熙：高昌政权麴嘉年号